# Райхманнсдорф
Райхманнсдорф (нім. Reichmannsdorf) — громада в Німеччині, розташована в землі Тюрингія. Входить до складу району Заальфельд-Рудольштадт. Складова частина об'єднання громад Ліхтеталь-ам-Реннштайг.
Площа — 20,01 км2. Населення становить Невірний параметр metadata 16 073 068 ос. (станом на 31 грудня 2021).

## Галерея

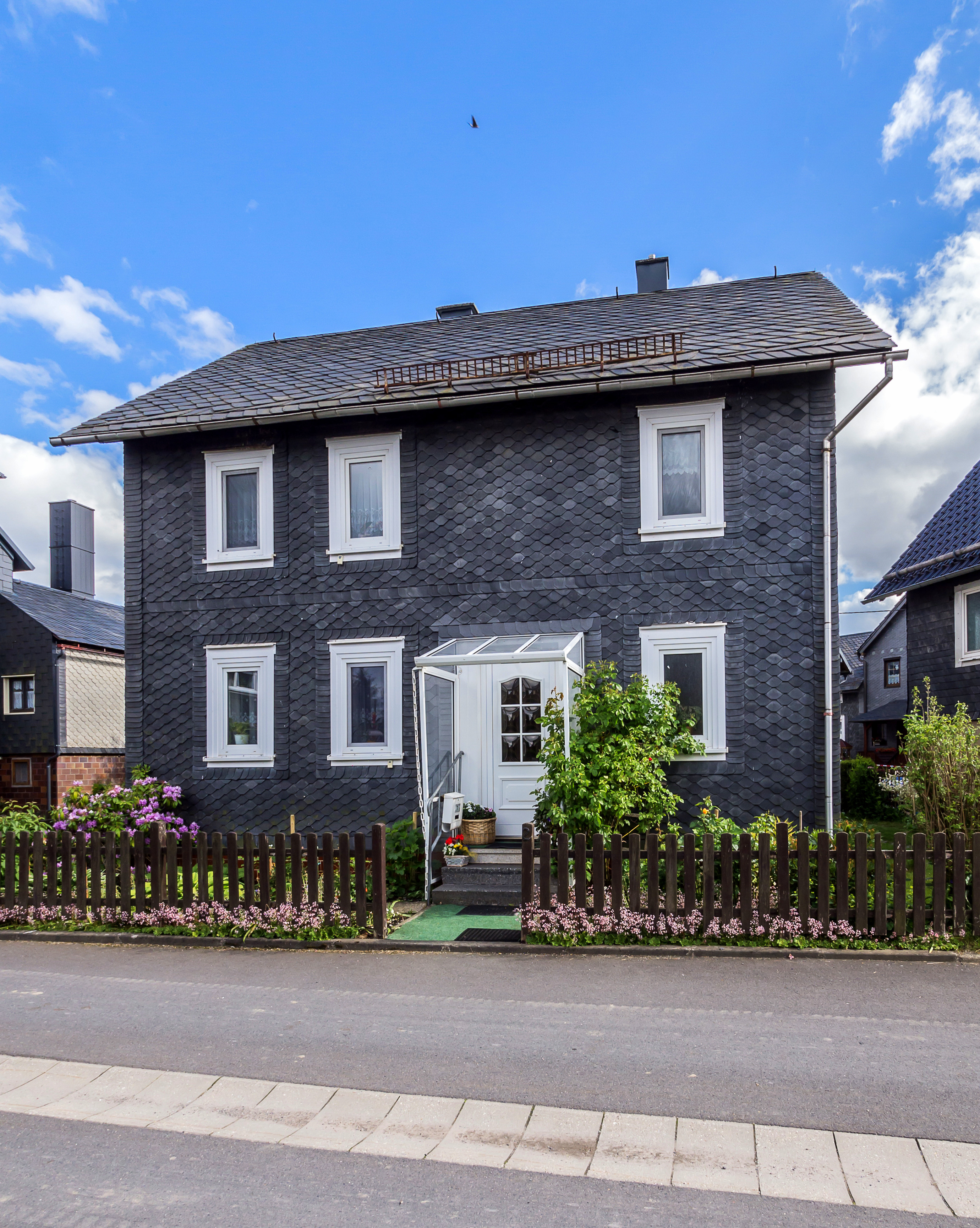